# Mikko Husu
Mikko Husu (30 settembre 1905 – 13 giugno 1977) è stato un fondista finlandese.

## Biografia
Nei Campionati mondiali di sci nordico 1935 ottenne la medaglia d'oro nella staffetta 4x10 km con i compagni
Väinö Liikkanen, Klaes Karppinen e Sulo Nurmela. Nei 50 km della stessa manifestazione giunse quarto, dietro a Nils-Joel Englund, Klaes Karppinen e Sverre Brohdal.

## Palmarès

### Mondiali
- 1 medaglia:
  - 1 oro (staffetta a Vysoké Tatry 1935)